# 國分建臣
國分 建臣（こくぶ たけみ、1973年7月12日 - ） は、日本のドラマー。愛知県名古屋市出身。蟹座、血液型B型。東海中学校・高等学校出身。名前は建築家である父親から由来している。
ラモーンズ、ザ・フーに影響を受け、中等科時代からクラスメートとパンクバンドを結成し、名古屋のライブハウスでコンスタントにライブを行う。ヤマハ音楽院の研究生を経て、プロドラマーとなる。

## 趣味・嗜好
- 愛用ドラムは主にラディック1960年代・1970年代のヴィンテージサウンドを好む、TAMAのモデルでもある。
- 陸亀とヤモリ（ヒョウモントカゲモドキ）を飼っている、爬虫類フリーク。マッシュブログでその成長振りが垣間見られる。
- テキサス出身の腹違い兄弟バンド、theSOSでのバンドネームは、トレードマークでもあるマッシュルームカットからきている。

## 所属バンド
- CROSS WISE  1998〜2000 K.O.G.A Records
- ハートバザール 2000〜2002 東芝EMI
- はやぶさジョーンズ 2004〜2006 日本コロムビア
- Charlie Brown & Baseball Team 2006〜2008
- theSOS 2005〜
- epoch 2007〜

## ライブサポート
- The LOVE 2000〜2007
- 東野純直 2002〜
- シオダマサユキ2004〜
- the ARROWS 2005〜2008
- 甲斐名都 2005
- 間慎太郎 2007〜
- 海老沢タケオ 2007〜
- Rie fu 2008
- sekishino 2008〜

## レコーディング参加
- The LOVE
- 東野純直
- シオダマサユキ
- 森山直太朗
- the ARROWS
- 一青窈
- 沢尻エリカ
- 秦基博
- 木村カエラ
- 海老沢タケオ
- Rie fu
- 福原美穂
- MY LITTLE LOVER
- Pistol Valve
- 清春

その他、ゲーム音楽等、多岐にわたる。

## 関連サイト
- mushLOVE ～カメ日記～
- theSOS web
- epoch